# Ammophila murrayi
Ammophila murrayi är en biart som beskrevs av Menke 1964. Ammophila murrayi ingår i släktet Ammophila och familjen grävsteklar. Inga underarter finns listade i Catalogue of Life.